# Raúl García-Ordóñez
Raúl García-Ordóñez Montalvo (Littleton, 15 settembre 1924 – Miami, 3 maggio 2013) è stato un cestista cubano.
Era il fratello di Carlos García-Ordóñez.

## Carriera
Con Cuba ha disputato i Giochi olimpici di Londra 1948.